# Château de Locguénolé
Le château de Locguénolé est un édifice situé à Kervignac, en France.

## Situation
Le château est situé sur le territoire de la commune de Kervignac, au lieu-dit Locguénolé, dans le département du Morbihan, en région Bretagne.

## Description
Le château date des XVIIIe et XIXe siècles, il est établi entre cour (à l'est) et jardin sur une pente dominant la rivière du Blavet côté ouest. Il se compose du logis proprement dit, établi sur une terrasse côté est, le décalage de niveau avec l'ouest créant de ce côté un étage de soubassement. Il est complété vers le sud par un corps de communs, et plus bas par un corps d'écuries. Le logis se développe selon un plan régulier double en profondeur avec avant-corps polygonaux à l'ouest édifiés en pierre de taille, les avant-corps à l'est étant comme le logis lui-même simplement enduit et limité par des pilastre]s en pierre de taille. L'élévation antérieure sur cour se développe sur sept travées, trois pour le corps central et deux pour chacun des avant-corps. Sur un soubassement en pierre de taille, le rez-de-chaussée enduit et l'étage carré sont surmontés de lucarnes en bois. L'élévation sur la rivière est plus imposante : les avant-corps latéraux en pierre de taille sont reliés par un grand balcon soutenu par des piles carrées, qui dessert les baies du premier étage et abrite celles de l'étage de soubassement, dont une partie au moins devait être destiné au service. Un second étage et un étage de comble ouverte de lucarnes de bois complètent l'élévation, dont les niveaux sont séparées par un bandeau, la toiture étant soulignée d'une corniche. Latéralement, deux escaliers monumentaux relient la cour et terrasse à l'est avec le jardin et l'étage de soubassement à l'ouest. Les communs composent avec l'orangerie un plan en T. Orientée au sud, l'orangerie se développe perpendiculairement aux communs ; en rez-de-chaussée, elle est construite en moellon enduit et couverte d'ardoise ; sa façade se compose de six travées ouvertes de grandes arcades en arc surbaissée en brique, chacune des travées étant séparées par un pilastre de brique et granite. L'orangerie s'adosse à l'est à un petit pavillon carré couvert en pavillon également enduit qui termine les communs au sud du logis, composés de quatre corps de bâtiment, en rez-de-chaussée à l'exception d'un bâtiment central à étage carré avec lucarnes qui pourrait subsister de l'édifice antérieur au château actuel. À l'entrée du château, les écuries et remise orientées au sud se développent sur un plan régulier en H : le corps central à usage de remise est limité par deux corps en avancée ouverts latéralement d'une porte et de jours rectangulaires allongé surmonté de lucarnes. Elles sont construites en moellon et couvertes d'ardoise avec toiture débordante caractéristique de la fin du XIXe siècle, comme les encadrements d'ouvertures saillant sur le nu du mur.

## Histoire
Locguénolé est signalé comme lieu noble en 1427 lors de la réformation du domaine ducal : l'hébergement de Locquenollay appartenant à Guyon, fils de Morice de Kerguiris, ouquel manoir est metayer Perros Le Grallon. Guyon de Kerguiris possède deux autres lieux nobles dans la paroisse (Coatrivas, Kericu). La famille de Kerguiris est présente à Locguénolé pendant le XVe siècle. Mais en 1536, elle paraît avoir cédé le lieu à Jean Lody et habite Coatrivas ; le manoir passa ensuite aux Baëllec au XVIe siècle, puis aux Eudo. Le manoir est ensuite la propriété de la famille de Perrien, également propriétaire de Lannoan en Landévant.Le château actuel a été édifié au milieu du XIXe siècle (après 1837, car il ne figure pas sur le plan cadastral) pour la famille de Perrien, en remplacement de l'ancien manoir. Le parc est dessiné au XIXe siècle par le paysagiste Édouard André. Les communs et les écuries sont respectivement construits au milieu et à la fin du XIXe siècle,.
Le château est inscrit à l'inventaire général du patrimoine culturel.

## Galerie

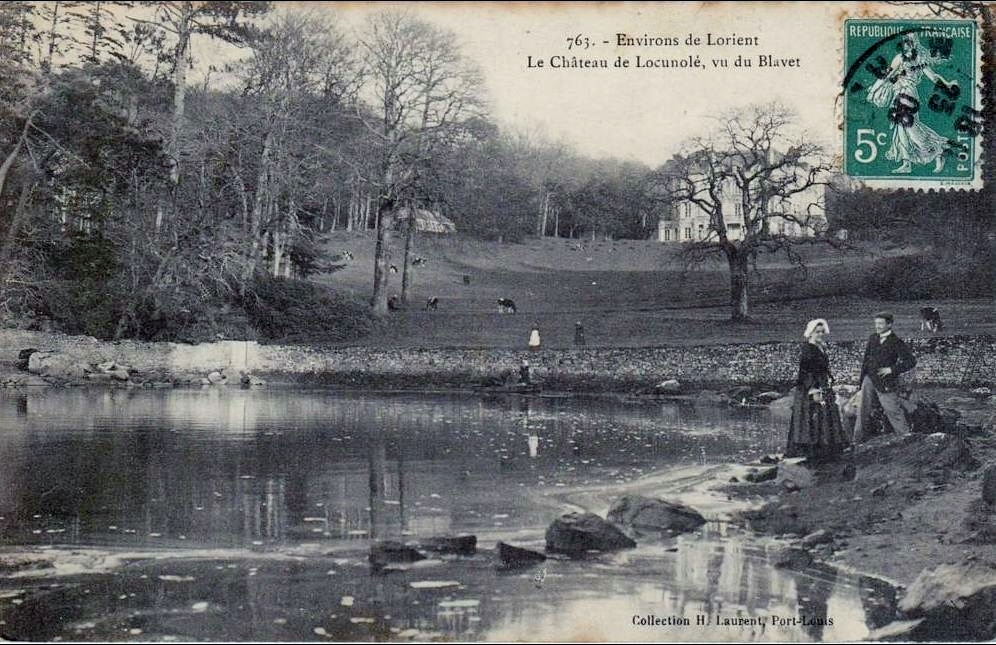
Le château de Locguénolé vu du Blavet (carte postale vers 1920).